# Geoff Lawton
Geoff Lawton (Staffordshire, 12 de outubro de 1954) é um consultor de permacultura australiano nascido na Grã -Bretanha, designer, professor e palestrante.  Desde 1995 ele se especializou em educação, design, implementação e estabelecimento de sistemas, administração e desenvolvimento comunitário em permacultura.

## Vida e Carreira
Desde 1985, Lawton vem assumindo um grande número de trabalhos de consultoria, design, ensino e implementação em mais de trinta países ao redor do mundo. Os clientes incluem indivíduos, grupos, comunidades, governos, organizações assistenciais, organizações não governamentais e empresas multinacionais.
Seu objetivo é estabelecer locais de demonstração educacional multiplicadores. Ele educou mais de 15.000 alunos em permacultura em todo o mundo.  Estes incluem graduados do Curso de Certificado de Design em Permacultura (PDC) e cursos focados no design prático de solo, água, plantas, animais, energia, estruturas, sistemas jurídicos e econômicos sustentáveis. O "plano mestre" de Lawton é ver os projetos de apoio sendo replicados o mais rápido possível para ajudar a amenizar a crescente crise de alimentos e água.
Em 1996, ele foi credenciado com o Permaculture Community Services Award (Prêmio de Serviços Comunitários de Permacultura) pelo movimento da permacultura por serviços na Austrália e em todo o mundo.
Em outubro de 1997, Bill Mollison, após sua aposentadoria, pediu a Lawton para estabelecer e dirigir um novo Instituto de Pesquisa em Permacultura na Fazenda Tagari de 66 hectares desenvolvida por Mollison. Lawton desenvolveu ainda mais o local ao longo de três anos e estabeleceu o The Permaculture Research Institute Australia como uma empresa sem fins lucrativos . O PRI acabou sendo transferido para a Fazenda Zaytuna, em The Channon, onde continua até hoje.
Lawton é o diretor administrativo do The Permaculture Research Institute Australia e do The Permaculture Research Institute USA, uma organização sem fins lucrativos registrada que possui status de destinatário de doações dedutíveis de impostos. Estabelecer projetos de apoio sustentáveis como locais de demonstração de permacultura que também funcionam como centros de educação para estudantes locais e internacionais tornou-se um grande foco com o estabelecimento de institutos de pesquisa em permacultura na Jordânia, Afeganistão, Espanha, Malásia, Vietnã, Iêmen, Emirados Árabes Unidos, Marrocos, Tailândia, China e muitos outros países em andamento.
Lawton e Mollison ministraram vários cursos juntos. Ele também é apresentador no conjunto de DVDs de ensino de Mollison.
Lawton é amigo de John D. Liu, um cineasta e ecologista sino-americano que documentou a recuperação ecológica em grande escala no planalto de Loess, na China, após um projeto do governo para reabilitar uma área do tamanho da Bélgica . Ele aparece no documentário de Liu, Hope in a Changing Climate .
Recentemente, Lawton obteve sucesso no estabelecimento de um ecossistema de permacultura em Wadi Rum, no sul da Jordânia . Ele também ajudou a iniciar o Projeto Al Baydha, um programa de restauração de terras , no oeste da Arábia Saudita.
Em 31 de março de 2012, Lawton apareceu na conferência TEDx em Ajman .
Em 2019 Geoff abriu as inscrições para seu PDC 2.0 online, que começou em 30 de janeiro e, com duração de 28 semanas, foi o curso mais longo que ele ministrou.

## Artigos
- "Brick and Tile Permaculture"[10]
- "The Sleeping Jaguar" (co-autor), Permaculture International Journal, PIJ. 53
- "Ecuador" (co-autor), Permaculture International Journal, PIJ. 55
- "Permaculture Aid in the Balcans", Permaculture International Journal, PIJ. 73
- "Future Food Security", Green Connections

## Filmografia
- Harvesting Water the Permaculture Way (2007)
- Establishing a Food Forest (2008)
- Introduction to Permaculture Design (2009)
- Greening The Desert II (2009) [11]
- Permaculture Soils (2010)
- Urban Permaculture (2011)
- Green is the new Silver (Lining): Crisis, Hope, and Permaculture (2019)

## Prêmios
- O Permaculture Research Institute Australia ganhou o Prêmio Humanitarian Water & Food de 2010 por sua iniciativa "Greening the Desert".[12]
- O Permaculture Research Institute e seu fundador Geoff Lawton, com sede na Austrália, foram os vencedores de 2015 do prêmio Energy Globe .[13]
- O Permaculture Research Institute é reconhecido com a Acreditação UNCCD[14]